# Alžběta z Nevers
Alžběta z Nevers (po 24. srpnu 1439,? Nevers – 21. června 1483) byla od roku 1455 sňatkem klevská vévodkyně. Byla pramáti rodu Cleves-Nevers a klevské linie hrabat a vévodů z Nevers. Protože území bylo součástí jejího dědictví, připadlo po její smrti jejímu synovi Engelbertovi.

## Život
Alžběta se narodila jako nejstarší potomek Jana II., hraběte z Étampes, Nevers, Rethelu a Eu, a jeho první manželky Jacqueline d'Ailly. Protože její mladší bratr zemřel jako pětiletý a otec dalšího syna neměl, byla jmenována dědičkou hrabství Nevers a Eu.
22. dubna 1455 se v Bruggách provdala za svého šestatřicetiletého vzdáleného bratrance, vévodu Jana I. Klevského. Po sňatku jeho rodičů, Marie Burgundské a Adolfa I., se jednalo o druhý svazek mezi burgundskou dynastií a rodem La Marck. Tyto sňatky udělaly z Klevského vévodství na dalších 100 let jakousi burgundskou přístavbu, což se projevilo především v kulturním životě. Dvorský život, ale i správní postup na území klevského vévody stále více následovaly burgundského příkladu.
Po smrti Adolfa z Egmondu, vévody z Geldernu, si jeho vévodství nárokovala jak jeho sestra Kateřina, tak císař Maxmilián I. Císařův nárok byl založen na jeho manželství s Marií Burgundskou. Když Alžbětin manžel odjel do Geldernu podpořit císařův nárok, vedla během jeho nepřítomnosti vládu v Klevsku.
Alžběta zemřela ještě před svým otcem 21. června 1483. Její nároky na hrabství Nevers a Eu zdědil její třetí syn Engelbert, který založil rodovou linii Cleves-Nevers. Alžběta byla pohřbena v kolegiátním kostele sv. Marie v Klevsku, kde sdílela hrobku se svým manželem, který zemřel dva roky před ní. Hrobka je pokryta rytými a zlacenými měděnými deskami. Horní deska, kterou objednal Karel z Egmondu, zobrazuje oba zesnulé a je jedním z mála vyobrazení Alžběty. Hrobka je považována za jeden z nejvýznamnějších artefaktů svého druhu.

## Potomci
Za dvacet šest let manželství Alžběta porodila šest dětí:
- Jan II. Klevský (1458–1521)
- Adolf Klevský (1461–1498)
- Engelbert z Nevers (1462–1506)
- Dětřich Klevský (1464)
- Marie Klevská (1465–1513)
- Filip Klevský (1467–1505)